# Kidō Senshi Gundam: Extreme Vs.
Kidō Senshi Gundam: Extreme Vs. (機動戦士ガンダム エクストリームバーサス, Moible Suit Gundam: Extreme Vs.) est un jeu vidéo de combat en développement chez Bandai et annoncé par Namco Bandai Games. Il est sorti le 28 septembre 2010 en arcade sur System 357, puis porté sur PlayStation 3. C'est une adaptation en jeu vidéo de la série en arcade, basée sur l'anime Mobile Suit Gundam,,.